# Sam Walters
Sam Walters OBE (nascido em 11 de outubro de 1939) é um renomado diretor de teatro britânico, conhecido principalmente por sua longa atuação como diretor artístico do Orange Tree Theatre, em Richmond, Londres. Ele se aposentou em 2014 após 42 anos à frente do teatro, sendo considerado o diretor artístico mais longevo do Reino Unido.

## Formação e início de carreira
Walters estudou na Felsted School, onde se destacou em debates e foi capitão do time de críquete dos Essex Young Amateurs. Frequentou o Merton College, em Oxford, entre 1959 e 1962, sendo presidente do Experimental Theatre Club. Posteriormente, formou-se como ator na LAMDA entre 1962 e 1964.
Sua carreira como diretor teve início em 1967 com a fundação da Worcester Repertory Company.

## Orange Tree Theatre
Em 1971, Walters fundou o Orange Tree Theatre, inicialmente localizado em uma sala acima de um pub homônimo. O teatro cresceu e, posteriormente, ganhou uma sede própria, tornando-se o primeiro espaço teatral em Londres projetado para apresentações em palco circular.
Walters atuou como diretor artístico até junho de 2014. Durante esse período, dirigiu e produziu diversas peças de autores como Bertolt Brecht, Václav Havel, George Bernard Shaw e Alan Ayckbourn. Também incentivou novos dramaturgos e redescobriu obras esquecidas.
Além das produções regulares, introduziu concertos dominicais, simpósios e um respeitado programa de formação para diretores.

## Reconhecimentos
Em 1999, Walters foi condecorado com o título de MBE por suas contribuições ao teatro. Em 2009, recebeu um doutorado honorário da Kingston University. Em 2012, ganhou o Special Achievement Award no Off West End Theatre Awards.

## Vida pessoal
Walters é casado com a atriz e diretora Auriol Smith. O casal tem duas filhas:
- Dorcas Walters – ex dançarina principal do Birmingham Royal Ballet e atualmente envolvida na administração das artes.
- Octavia Walters – ex atriz e atualmente terapeuta especializada em lesões esportivas.